# Spoorlijn Montmorillon - Saint-Aigny-Le Blanc
De spoorlijn Montmorillon - Saint-Aigny-Le Blanc was een Franse spoorlijn van Montmorillon naar Le Blanc. De lijn was 33,5 km lang en heeft als lijnnummer 603 000.

## Geschiedenis
De lijn werd in gedeeltes geopend door de Compagnie du chemin de fer de Paris à Orléans. Van Montmorillon naar La Trimouille op 15 juni 1885 en van La Trimouille naar Saint-Aigny-Le Blanc op 12 augustus 1888.
Het personenvervoer werd opgeheven op 1 maart 1933. Goederenvervoer tussen Montmorillon en Journet was er tot 10 mei 1950, tussen Journet en La Trimouille tot 31 mei 1964 en van La Trimouille tot Saint-Aigny-Le Blanc tot 1 juni 1987.

## Aansluitingen
In de volgende plaatsen is of was er een aansluiting op de volgende spoorlijnen:
Montmorillon
RFN 604 000, spoorlijn tussen Mignaloux-Nouaillé en Bersac
Saint-Aigny - Le Blanc
RFN 601 000, spoorlijn tussen Saint-Benoît en Le Blanc

## Galerij

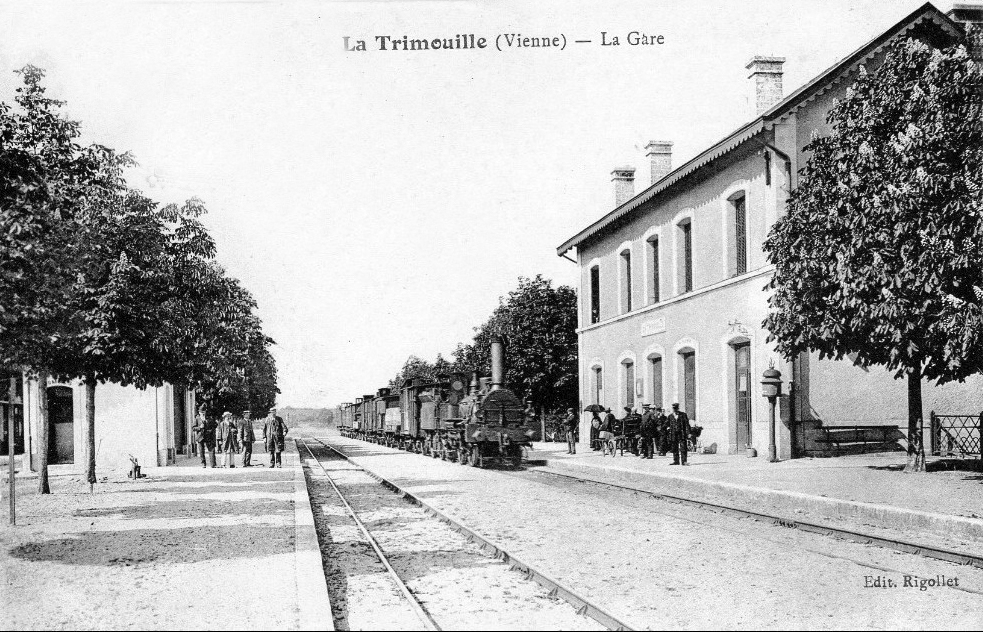
Station Trimouille.
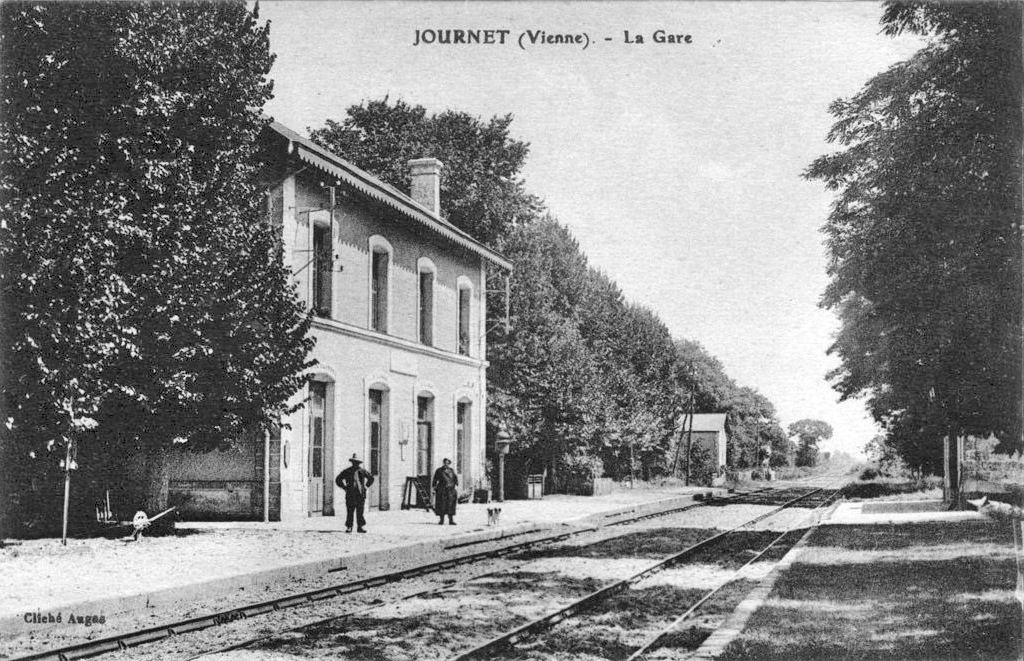
Station Journet.